# أولاد يعقوب (بني عمير)
أولاد يعقوب هو دُوَّار يقع بجماعة تافوغالت، إقليم بركان، جهة الشرق في المملكة المغربية. ينتمي الدوّار لمشيخة بني عمير التي تضم 9 دواوير. يقدر عدد سكانه بـ 130 نسمة حسب الإحصاء الرسمي للسكان والسكنى لسنة 2004.

## روابط خارجية
- البوابة الوطنية للجماعات الترابية
- المندوبية السامية للتخطيط